# Oxalis livida
Oxalis livida är en harsyreväxtart som beskrevs av Nikolaus Joseph von Jacquin. Oxalis livida ingår i släktet oxalisar, och familjen harsyreväxter. Inga underarter finns listade i Catalogue of Life.